# Aleksej Viktorovič Ivanov
Aleksej Viktorovič Ivanov (rusko Алексе́й Ви́кторович Ивано́в), ruski pisatelj, * 23. november 1969, Gorki, Sovjetska zveza (sedaj Nižni Novgorod, Rusija).
Ivanov je prejemnik nagrad D. N. Mamina-Sibirjaka, P. P. Bažova, »Jasnaja Poljana.«

## Življenje
Ivanov se je rodil v mestu Gorki, sedanjem Nižnem Novgorodu. Leta 1971 se je preselil v Perm. Leta 1987 se je vpisal na Uralsko državno univerzo poimenovano po Gorkem, v Jekaterinburgu, na smer novinarstvo. Študij je opustil po enem letu, a se je leta 1990 ponovno vpisal in diplomiral leta 1996 iz umetnosti.    

## Glavna dela
- Geograf je zapil globus (Географ глобус пропил)